# Peosidrilus aduncus
Peosidrilus aduncus är en ringmaskart som beskrevs av Erséus 1992. Peosidrilus aduncus ingår i släktet Peosidrilus och familjen glattmaskar. Inga underarter finns listade i Catalogue of Life.